# Jim Kacian
James Michael Kacian (nacido el 26 de julio de 1953) es un poeta, editor, traductor, editor, organizador, cineasta, orador público y teórico de haiku estadounidense. Es autor de más de 20 volúmenes de haiku en inglés y ha editado partituras más, incluido el cargo de editor en jefe de Haiku in English: The First Hundred Years. Además, es fundador y propietario de Red Moon Press (1993), cofundador de la World Haiku Association (2000) y fundador y presidente de The Haiku Foundation (2009).

## Poeta
Kacian nació en Worcester, Massachusetts, y luego fue adoptado y criado en Gardner, Massachusetts. Sus primeras publicaciones datan de la década de 1970. Debutó en 1996 con la publicación de Presents of Mind. Otros volúmenes completos suyos son Six Directions: Haiku and Field Notes (1998), Iz Kamna (2001), border lands: travels in the old country (2006), long after (2008), waar ik ophoud / where I leave off (2010), after/image (2017) y the endangered C (2021). También ha publicado casi una docena de libros de bolsillo. Varios de estos volúmenes son bilingües o multilingües, y en 2006 Presents of Mind se reeditó traducido al japonés, el primer intento serio de traducir al japonés el haiku contemporáneo en lengua inglesa. También en 2006 publicó How to Haiku, un manual en línea sobre la lectura, escritura y estudio del género. Y en 2022, en colaboración con el diseñador tecnológico Richard Mavis, recreó Long After como libro-película, una experiencia única de lectura interactiva en línea. Su obra ha sido ampliamente antologada y traducida a más de 50 idiomas.

## Como editor
De 1993 a 1998, Kacian dirigió la revista de haiku South by Southeast, convirtiéndola en una importante publicación trimestral internacional[1], a la que siguió (1998-2004) la dirección de Frogpond, la revista de la Haiku Society of America. Frogpond se hizo verdaderamente internacional cuando, en 2001, invitó a poetas de haiku de todo el mundo a participar en su primer número global (XXIV:1), que incluye obras de 24 países en lenguas originales y traducidas al inglés.
Kacian ha editado o coeditado docenas de los más destacados libros y revistas de haiku en lengua inglesa. Entre ellos se encuentran los volúmenes por entregas The Red Moon Anthology (1997-actualidad), ganador de múltiples premios, A New Resonance: Emerging Voices in English-Language Haiku (bianual desde 1999 hasta la actualidad), y Contemporary Haibun (desde 1999 hasta la actualidad)[3] También coeditó (con Dimitar Anakiev) la antología seminal Knots: The Anthology of Southeast European Haiku (1999), que contribuyó a fomentar la "revolución del haiku balcánico" del último cuarto de siglo.
Fundó, en 2015, la publicación anual Juxtapositions: The Journal of Haiku Research and Scholarship, la única revista académica de haiku en inglés revisada por pares, y ha sido su director editorial desde su creación.
En 2009 comenzó a trabajar en lo que se convertiría en Haiku in English: The First Hundred Years (Nueva York: W. W. Norton, 2013), del que fue redactor jefe y al que contribuyó con una reseña histórica de 70 páginas sobre el género en Occidente.

## Como traductor
Kacian ha participado en varios proyectos de traducción centrados en el haiku, aunque no exclusivamente. Formó parte del equipo que tradujo al inglés el infame volumen de Ban'ya Natsuishi A future waterfall (que posteriormente publicó Red Moon Press). Ha traducido y co-traducido haiku del francés, español, alemán, sueco, serbio, croata, búlgaro y otros al inglés. Es especialmente conocido como traductor de poesía rumana, en colaboración con su compañera de traducción Olimpia Iacob.

## Como editor
Red Moon Press (RMP) fue fundada por Kacian en 1993 para publicar y distribuir la revista South by Southeast, que él mismo editaba entonces. RMP publicó sus primeras colecciones individuales en 1996, y en 1997 se embarcó en la publicación en serie de su volumen insignia, The Red Moon Anthology of English-Language Haiku, que ha aparecido anualmente desde entonces. Kacian ha ejercido de redactor jefe desde su creación hasta contar con un variado equipo editorial formado por 10 editores de todo el mundo.
En 1999 inauguró otros dos pilares del catálogo de RMP, American Haibun and Haiga (rebautizada haibun y haiga contemporáneos en 2002, y complementada con haibun contemporáneo en línea en 2005); y A New Resonance: Emerging Voices in English-Language Haiku. Otras colecciones seriadas incluyen la serie Postscripts, pequeñas colecciones de homenajes hechos a mano para autores recientemente fallecidos, que se han reunido en un único volumen cuya aparición está prevista para 2023. 
Desde 1996, RMP ha publicado más de 300 colecciones individuales, incluidos volúmenes completos de prácticamente todos los grandes poetas del haiku en lengua inglesa.

## Como organizador
En 1999, Kacian cofundó (con Ban'ya Natsuishi, de Japón, y Dimitar Anakiev, de Eslovenia) la Asociación Mundial del Haiku[4], y en septiembre de 2000 coorganizó su conferencia inaugural en Tolmin, Eslovenia[5]. Como parte de esa iniciativa, entre agosto y noviembre de 2000 visitó nueve países -Reino Unido, Eslovenia, Macedonia, Bulgaria, Rumanía, Malasia, Nueva Zelanda, Australia y Japón- para promover el haiku global, y ayudó a inaugurar las organizaciones nacionales de haiku de cinco de ellos[6][7].
A partir de 2004, Kacian ha trabajado para concebir, planificar y hacer realidad The Haiku Foundation, una organización sin ánimo de lucro 501(c)3 con un alcance y un público internacionales. La Fundación se hizo pública en 2008 y fue constituida en la Commonwealth de Virginia en 2009. Su misión es triple: archivar el primer siglo de práctica del haiku en lengua inglesa; crear nuevas oportunidades para el segundo; y buscar el intercambio activo con otras culturas del haiku de todo el mundo.
La Haiku Foundation no promueve a autores o grupos individuales, sino al haiku en sí. Sus recursos y funciones, incluidas las Bibliotecas de la Fundación Haiku (impresas y digitales); Haikupedia, la enciclopedia en línea del haiku; docenas de programas periódicos, interactivos y participativos; los Premios Touchstone, considerados los máximos galardones del género; y el Día Internacional de la Poesía Haiku, que incorpora el Earthrise Rolling Collaborative (el poema en serie anual más largo del mundo), y el HaikuLife Haiku Film Festival, la única celebración de este tipo, están disponibles gratuitamente en su sitio web. Kacian ha sido presidente y presidente del Consejo de Administración desde su creación.
Kacian también es miembro desde hace tiempo del Consejo de Administración de los Archivos Haiku Americanos.

### Como cineasta
A partir de 2013, Kacian inventó el género del vídeo haiga, situando textos haiku dentro de tratamientos cinematográficos. En 2015 creó las primeras películas de haiku, explorando el haiku a través de entrevistas, ensayos cinematográficos, secuencias, tratamiento del poema individual, biografía, etc. Estas se pusieron a disposición del público principalmente a través del HaikuLife Haiku Film Festival, inaugurado en 2015 como parte del Día Nacional (y ahora, Internacional) de la Poesía Haiku de The Haiku Foundation.
En 2022, con la ayuda del diseñador de software Richard Mavis, Kacian creó la primera película libro del mundo, mucho después, una experiencia de lectura interactiva basada en su libro trilingüe de 2008 del mismo nombre. La versión reimaginada ofrece el texto original en 17 idiomas.

### Como conferenciante
Kacian ha sido ponente principal y/o destacado en conferencias, convenciones, reuniones y encuentros de haiku en todo el mundo. Entre sus presentaciones se incluyen "Some Notes Towards Haiku Performance" (Haiku North America, Santa Fe NM, octubre de 2017); "Realism Is Dead" (Haiku North American, Schenectady NY, 14 de octubre de 2015); "The Shape of Things to Come" (Haiku North America, Seattle WA, agosto de 2011); "Haiku as Anti-Story" (Haiku North American, Ottawa, ONT, 7 de agosto de 2009); "So: Ba" (Conferencia Internacional de Haiku, SUNY Plattsburgh, julio de 2008); "Puentes" (Conferencia Internacional de Haiku de Norteamérica, Winston-Salem, NC, agosto de 2007); "State of the Art: Haiku in North America 2007" (Segunda Conferencia Europea de Haiku, Vadstena, Suecia, junio de 2007); "Dag Hammarskjöld: Haiku Poet and Photographer" (Swedish Consolate, Nueva York, enero de 2002); The World Haiku Association Welcome Address (Sofía, Bulgaria, mayo de 2005); "The World Haiku Association Welcome Address" (Tokio, Japón, octubre de 2003); "Around the World as Briefly as Possible" (Pacific Rim Haiku Conference, noviembre de 2002, Los Ángeles, California; "Looking and Seeing: How Haiga Works" (Haiku Society of American National Meeting, septiembre de 2002); y "Concerning Balkan Haiku" (Global Haiku Conference, Decatur IL, 15 de abril de 2000).
Ha leído haikus en todo el mundo, incluidos festivales internacionales de poesía en Nueva York, Nueva Orleans, Londres, Oxford, Belgrado, Vilanice, Ohrid, Skopje, Sofía, Sydney, Hobart, Wellington, Christchurch, Auckland, Tokio, Tenri, Kioto, Kumamoto, Los Ángeles, Toronto y Washington D. C.

## Como teórico
Kacian ha escrito extensamente sobre el haiku, evaluando su historia, prediciendo su futuro y comentando la práctica contemporánea. Su libro en línea How to Haiku es un manual sobre la práctica del haiku. Ha defendido el haiku en todo el mundo desde la década de 1990 de diversas maneras: ayudando a fundar sociedades nacionales de haiku; editando el primer número internacional de Frogpond; incluyendo a editores extranjeros en el consejo editorial de The Red Moon Anthology desde sus inicios; publicando volúmenes bilingües o multilingües de haiku propios y ajenos; creando, editando y ejecutando la serie World of Haiku en el sitio web de The Haiku Foundation. Ha intervenido en numerosas conferencias por todo el mundo y ha defendido el haiku global en múltiples lugares públicos.
También se le ha identificado con el monoku, término que acuñó en su presentación de 2011 "The Shape of Things to Come". "Monoku" es una palabra hibridada, que combina el prefijo griego "mono" ("uno") con el sufijo japonés "ku" ("verso", pero también un truncamiento casual de "haiku"), y se escribe en una sola línea horizontal. En su extenso estudio waar ik ophoud / where I leave off (2010), profundizó en su causa, aportando importantes fundamentos teóricos y múltiples ejemplos. Ahora se considera uno de los dos formatos normativos principales del haiku contemporáneo (el otro es la conocida configuración de tres líneas), y el término se ha adoptado para su uso en todo el mundo del haiku.
En sus escritos también ha cuestionado las normas heredadas del género. "Haiku as Antistory" cuestiona el papel de la narrativa como transmisora de la verdad en la cultura, y sostiene que la naturaleza específica del haiku está bien diseñada para interrumpir su flujo casual. En "The Shape of Things to Come" defiende la necesidad de utilizar formatos no tradicionales para aprovechar todo el potencial de cada poema (en lugar de limitarse a verter nuevos contenidos en viejos recipientes). Su libro A Primer of Organic Haiku explora la disposición no lineal del haiku. En "So:Ba" desacredita la identificación del haiku con el budismo zen y "las cosas como son".

## Premios
Los haiku individuales de Kacian han sido galardonados en concursos nacionales e internacionales de haiku de todo el mundo, entre ellos The Vladimir Devidé Haiku Grand Prize (Japón, Librasia 2011); The Kusamakura International Haiku Competition (Japón, 2008); Cascina Macondo Concorso Internazionale de Poesia Haiku in Lingua Italiana 5a Edizione (Italia, 2007); The 17th Ito-En Haiku Competition Judge's Award (Japón, 2007); The Hawai'i Education Association Haiku Competition (2007); The Harold G. Henderson Haiku Competition Prize (Haiku Society of America) (2005); The British Haiku Society James W. Hackett International Haiku Award (2001); The Betty Drevniok Award (Haiku Canada (2000, 2001, 2002, 2008); The Heron's Nest Poem of the Year (2009, 2010 & 2012); etc.
Cuatro de sus colecciones individuales completas - Presents of Mind (1997); Six Directions: Haiku and Field Notes (1999); after/image (2018); y the endangered C (2022) - han sido reconocidas por The Haiku Society of America Merit Book Awards por sus destacados logros en el género. Este último también obtuvo el Touchstone Distinguished Books Award de The Haiku Foundation. Otros galardones incluyen el Amelia Chapbook Award First Prize por Chincoteague (1996;), el Saki Press Chapbook Award First Prize por In Concert (1999); y el Special Award for Translation de la Haiku Society of America (2007). Y su libro Film long after, cocreado con el diseñador tecnológico Richard Mavis, fue galardonado con el Webby Awards 2022.
Dos de sus poemas figuran en el Haiku Pathway de Katikati (Nueva Zelanda):
nubes vistas
a través de las nubes
visto a través de
y
una brisa y mi mente en otras cosas
su poema
mis huellas
en la libélula
en ámbar
es el punto de partida de The Disjunctive Dragonfly, de Richard Gilbert, un volumen que identifica técnicas innovadoras en el haiku en lengua inglesa.
Su obra ha sido ampliamente antologada, apareciendo, entre otros, en: The Haiku Anthology, 3ª edición; Haiku Moment; Haiku World: An International Poetry Almanac; The New Haiku; Haiku Mind; Journey to the Interior: American Versions of Haibun; How to Haiku; Haiku: A Poet's Guide; Baseball Haiku; Haiku: Poetry Ancient & Modern; Haiku International Anthology; Poems of Consciousness; Haiku 21; y Haiku in English: The First Hundred Years.
En 2001, Kacian fue propuesto para el Premio Nobel de Literatura por el Honorable Kaj Falkman, Embajador de Suecia ante las Naciones Unidas.
En 2008 ganó el Premio Ginyu a la Contribución Sobresaliente al Haiku Mundial.
Las publicaciones de Red Moon Press han obtenido el reconocimiento Haiku Society of America's Merit Book Awards todos los años desde 1998, y The Haiku Foundation's Touchstone Distinguished Books Award todos los años desde 2010, excepto 2015 y 2020.
En 1996, su producción de A Week in the Lake District, de John Elsberg, fue finalista del Virginia Poetry Book of the Year (Virginia State Library).
En agosto de 2000, Knots - The Anthology of Southeastern European Haiku Poetry (1999), que Kacian coeditó con Dimitar Anakiev, obtuvo el segundo puesto en el World Haiku Achievement Competition.